# Bostadsrättsförening

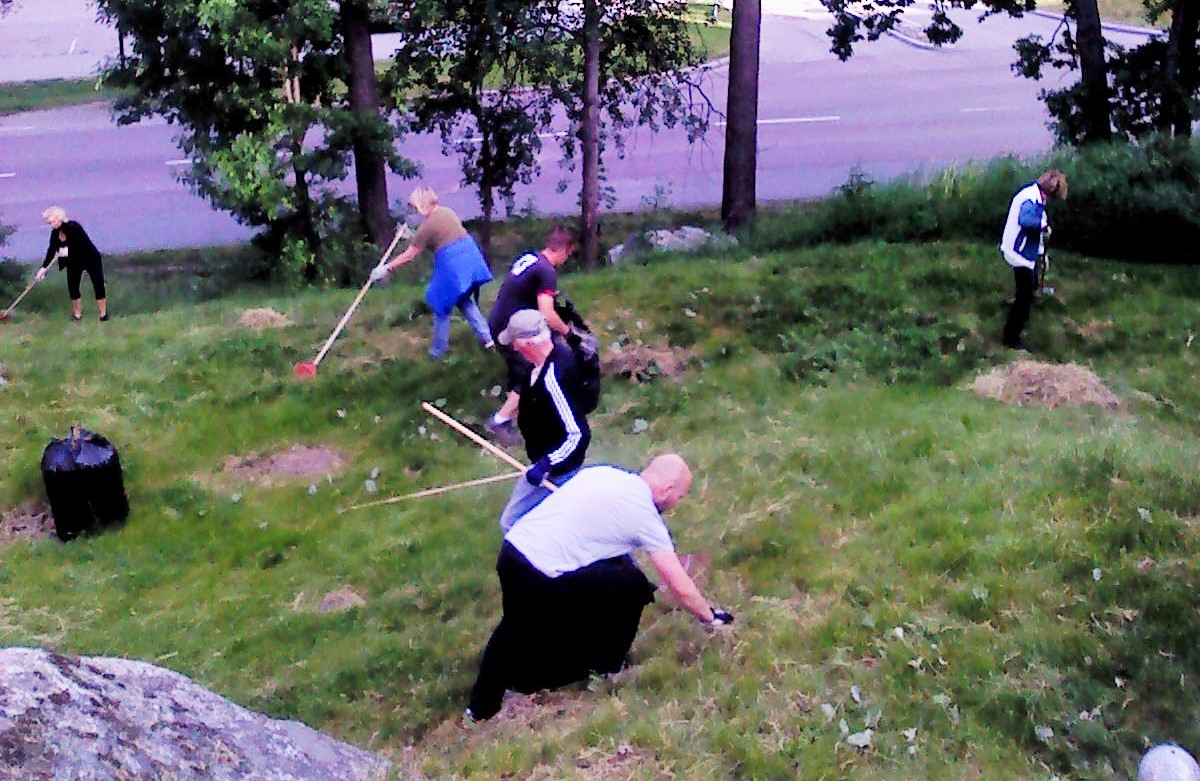
Talko vid en bostadsrättsförening. Ur juridisk bemärkelse representerar personerna på bilden sin förening så strikt att det går att säga att det är den juridiska personen, dvs själva bostadsrättsföreningen, som utför arbetet.

En bostadsrättsförening (ofta förkortad brf) är en sammanslutning av personer, en organiserad grupp medlemmar som innehar bostadsrättigheter vanligtvis på bostadslägenheter uppförda på en fastighet de äger tillsammans. Det är en ekonomisk förening av typen kooperativ, som har till ändamål att upplåta lägenheter i föreningens flerbostadshus, eller hela småhus, med bostadsrätt. Bostadsrättsföreningar regleras i lag och finns bland annat i Sverige, Norge (borettslag), Danmark (andelsboligforening) och numera också i Finland (där bostadsaktiebolag är vanligare). De bostadsrättsföreningar i Sverige motsvaras i Finland av bostadsandelslaget (som är sällsynta).  
Bostadsrättsföreningen äger en eller flera fastigheter, med ett eller flera hus, och är därmed fastighetsägare. En bostadsrättsförening som enbart äger småhus kan kallas småhusförening. Medlemmarna (bostadsrättshavarna) äger genom sitt medlemskap viss andel i föreningen. Den är kopplad till rätten att nyttja en viss lägenhet eller småhus. De centrala bestämmelser om bostadsrättsföreningar och bostadsrätt finns i bostadsrättslagen och lagen om ekonomiska föreningar.
Till skillnad från en hyresrätt där man hyr är alltså bostadsrättshavaren indirekt delägare i fastigheten och har också rätt att mot betalning överlåta bostadsrätten till en annan person, dock är man inte lagfaren ägare, utan försäljningen är snarare en överföring av andel och medlemskap, vilket föreningen har rätt att vägra. Som medlem i bostadsrättsföreningen har man rösträtt på bostadsrättsföreningens medlemsmöten och årsmöte och väljer och är valbar till bostadsrättsföreningens styrelse. 
Bostadsrättsavgiften finansierar gemensamt fastighetsunderhåll och de lån bostadsrättsföreningen eventuellt har tagit.
I en oäkta bostadsrättsförening i Sverige härrör mindre än 60 % av de totala intäkterna från medlemmarna, beräknat enligt en särskild formel. Distinktionen är viktig av skattetekniska skäl för såväl föreningen som de individuella medlemmarna. En oäkta bostadsrättsförening anses ha ett alltför stort inslag av kommersiell fastighetsförvaltning för att den skall få åtnjuta de särskilda förmåner som äkta föreningar garanteras.

## Historik
Runt sekelskiftet 1900 bedrevs en omfattande debatt kring bostads- och boendefrågor i Sverige, och många av dåtidens kulturpersonligheter och författare var starkt engagerade just i bostadsfrågan, med exempel som Ellen Key, August Strindberg, Selma Lagerlöf, Verner von Heidenstam, och Karl-Erik Forsslund. Även politiker och fristående debattörer från olika politiska läger deltog i debatten.
Bakgrunden var bland annat den stora emigrationen från Sverige, som ansågs ha orsakats av dåliga boendeförhållanden och dålig fördelning av jord. I efterdyningarna av dessa debatter bildades bl.a. Nationalföreningen mot emigrationen och Egnahemsrörelsen. Staten tillsatte även en utredning i emigrationsfrågan, den mycket omfattande emigrationsutredningen. Även inflyttningen till städerna från landsbygden efter 1890-talet skapade stora bostadsproblem, vilket uppmärksammades främst av arbetarrörelsen och de kyrkliga organisationerna. Detta resulterade också i en statlig utredning, Bostadskommissionen.
Man konstaterade både i de offentliga debatterna, och i de statliga utredningarna under 1910-talet, att många människor i städerna bodde trångt och dyrt; antingen inneboende, eller hos privata hyresvärdar. Under 1910-talet började man på allvar diskutera hur en form av kooperation eller samägande kunde skapas inom bostadssektorn. Förebilden var bland annat olika former av konsumentkooperativ och de demokratiskt styrda folkrörelserna.
Före 1930 "ägdes" lägenhet genom ägande av andel i bostadsförening eller aktier i bostadsaktiebolag. Bostadsrättsföreningar kunde bildas sedan den första bostadsrättslagen stiftades år 1930. Syftet var att skapa möjlighet att förvärva en bostad med relativt låg kontantinsats.  Idén var att bostadshuset skulle ägas gemensamt av de boende, med en boenderepresentativ styrelse som kunde kontrollera intäkter och utgifter. 
Politiskt var det socialdemokrater, liberaler och bondeförbundare som förespråkade bostadsrätten som boendeform, medan högern och kommunisterna var emot. Högern var motståndare eftersom privata hyresvärdar skulle missgynnas eller helt försvinna, om de boende ägde sitt boende själva. Kommunisterna var motståndare eftersom självägande ansågs missgynna kommunismens sak.
Den första bostadsrättsföreningen i Norge grundades 1929, enligt modell från den svenska Hyresgästernas Sparkasse- och Byggnadsförening (nuvarande HSB). Tidigare hade det funnits sammanslutningar för att bygga bostäder för medlemmarna, exempelvis bostadsföreningen Ymer i Uppsala från 1923 . Bostadsaktiebolag hade funnits sedan första världskriget. 1960 stiftades en lag om bostadsrätter.

## Organisation i Sverige
En bostadsrättsförenings firma skall alltid utöver namnet på föreningen innehålla ordet "bostadsrättsförening".
Lagen som reglerar bostadsrättsföreningens organisation är bostadsrättslagen. Exempel på andra lagar som påverkar bostadsrättsföreningen är Lagen om skydd mot olyckor, plan- och bygglagen och boverkets författningssamling, jordabalken och arbetsmiljölagen. Redovisning av räkenskapsåret sker enligt Årsredovisningslagen och en bostadsrättsförening är skyldig att upprätta en förvaltningsberättelse varje år. Berättelsen behöver dock inte registreras hos Bolagsverket.
Föreningens fastighet kan pantsättas liksom varje bostadsrätt, men vid pantsättning av en bostadsrätt upprättas inget pantbrev. I det senare fallet handlar det om individuella medlemmar som pantsätter sin lägenhet för att subventionera överlåtelsen e.d. Föreningen kan också gå i borgen för medlemmar med fastigheten som pant.
Fastighetens framtida underhållsbehov säkerställs med hjälp av avsättningar till reparationsfond och detta kapital brukar ofta betraktas som bundet eget kapital. Årliga avsättningsbelopp kan antingen beräknas som en viss procentsats av taxeringsvärdet, till exempel 1-3 procent beroende på fastighetens ålder, eller genom att upprätta en underhållsplan som periodiserar fastighetens flesta underhålls- och renoveringskostnader.
En bostadsrättsförening måste alltid ha en styrelse samt minst tre medlemmar. Om inte detta är fallet så måste föreningen träda i likvidation. När en bostadsrättsförening upphör och nettotillgångarna skall delas ut, fördelas de proportionellt utifrån de andelstal som fastställts i föreningens ekonomiska plan och som också legat till grund för fördelningen av insatser vid föreningens bildande. Medlemmarna kan även besluta om likvidation, exempelvis då en förenings bostadsbestånd ska omvandlas till självägda fastigheter, vilket kan ske i småhusförening. 
En lägenhetsinnehavare, "bostadsrättsägare", äger inte utan nyttjar lägenheten. Bostadsrättslagen reglerar vad som får förändras, men ofta är det större ombyggnader och planförändringar som behöver godkännas av föreningens styrelse. Exempel på sådana är förflyttningar av viktiga funktioner såsom kök, badrum eller stamledningar till annan plats i lägenheten, eller ingrepp i fastighetens bärande konstruktion. Övriga åtgärder - som t.ex. byte av befintligt kök, förändringar av icke bärande väggar eller renoveringar av ytskikt - kan bostadsrättsinnehavaren normalt företa utan att kontakta styrelsen. Bostadsrättsinnehavaren tar också i och med sitt medlemskap i föreningen på sig ansvaret för att hålla sin bostad i gott skick och underhålla densamma, vilket t.ex. innebär att reparera eller byta ut fasta installationer i kök och badrum som blivit defekta genom slitage eller åldrande. Sådana åtgärder skall genomföras på ett fackmannamässigt sätt. 
Det som lägenhetsinnehavaren ansvarar för kallas inre underhåll. Allt annat så kallat yttre underhåll ansvar medlemmarna gemensamt för genom föreningen. Ansvarsområdet på vissa underhållsobjekt, till exempel fönster och dörrar, uppdelas så att den delen som bör ha enhetlighet (att inte vara en störande bild) är yttre, medan det övriga ofta är inre. På liknande sätt dras även gränser avseende vattenledningar, avloppsledningar, elledningar och uteplatser. Denna uppdelning regleras normalt i föreningens stadgar, då tvister om gränsdragningen mellan ansvarsområdena är mycket vanliga.
Styrelsen får inte heller företa större ombyggnader eller förändringar utan godkännande från föreningsstämma. Lägenhetsinnehavarens inflytande utövas på föreningsstämma och beslut med majoritet bifalles. För vissa frågor krävs kvalificerad majoritet (3/4 eller 2/3). Före ett visst datum efter kalenderårets utgång ska styrelsen se till att ordinarie föreningsstämma äger rum. Om inte så kan en lägenhetsinnehavare begära att länsstyrelsen skall kalla till ordinarie föreningsstämma.
En bostadsrättsförening skall ha en ekonomisk plan som bland annat beskriver de närmast kommande årens behov av åtgärder och de ursprungliga insatserna för alla bostadsrätterna. Detta (insatserna) avgör bostadsrätternas andelstal samt storleken på det kapitaltillskott man får göra avdrag för då man säljer sin bostadsrätt. Riktlinjer för den ekonomiska planen utformas av Boverket.

## Bildande av bostadsrättsförening
En bostadsrättsförening kan bildas antingen i samband med att en ny fastighet byggs (nybildning) eller genom att hyresgästerna i en befintlig fastighet tar över denna (ombildning). 

### Nybildning
Vid nybildning grundas bostadsrättsföreningen ofta på byggentreprenörens initiativ. Den nybildade föreningen består då av en interimsstyrelse som fungerar som beställare av fastigheten. Styrelsen ansvarar för att bevaka de blivande medlemmarnas intressen genom att granska byggprojektet och föreningens ekonomi med utgångspunkt från en ekonomisk plan. Föreningen tar över ansvaret för fastigheten när hela projektet är klart och bostadsrätterna upplåtna till köpare. Det är alltså i det fallet byggentreprenören som står för risken att bostadsrätterna inte blir sålda. 
Betalningen för byggprojektet görs genom att föreningen tar över bottenlån med fastigheten som säkerhet (ofta ungefär 30 % av fastighetens värde) och de nya medlemmarna betalar sina insatser till byggföretaget för att täcka resten av kostnaderna. Föreningen har alltså tillgångar i form av fastigheten och motsvarande skulder i form av lån samt medlemmarnas insatser. När medlemmarna har flyttat in väljs som regel också en ny styrelse som består av föreningens medlemmar.

### Ombildning
En bostadsrättsförening kan bildas av hyresgäster som är intresserade av att ombilda den fastighet de bor i. Om hyresvärden är villig att genomföra en ombildning, samtidigt som minst 2/3 av hyresgästerna röstar för förslaget kan ombildningen genomföras. I vissa fall kan det dröja flera år från att föreningen bildas till själva ombildningen.
Priset för ombildningen sätts utefter fastighetens marknadsvärde, ofta med en viss rabatt. Medlemmarna betalar en insats för sina bostadsrätter, och resten av kostnaden finansieras med gemensamma lån. De lån som medlemmarna själva tar är skattemässigt avdragsgilla, det är däremot inte föreningens lån.
Hyresgäster som inte kan eller vill vara med i ombildningen kan fortsätta att hyra sina lägenheter av föreningen. När en sådan hyresgäst flyttar ut, kan föreningen välja att upplåta även den lägenheten med bostadsrätt. Den bjuds då oftast ut på marknaden till högstbjudande. Skillnaden mellan bostadsrättens tidigare fastställda insatsvärde och det verkliga priset bokförs som upplåtelseavgift. När alla lägenheter är upplåtna, ska alltså de inbetalda insatserna motsvara det belopp som fastställdes i den ekonomiska planen, medan upplåtelseavgifter kan tillkomma i vissa fall. Både insats och upplåtelseavgift bokförs i balansräkningen som bundet eget kapital, och alltså inte som intäkter för föreningen.

## Ekonomi
Bostadsrättsföreningar förvaltas enligt självkostnadsprincipen. Det innebär att bostadsrättsföreningar, till skillnad från aktiebolag, inte ska gå med vinst utan har som syfte att bereda medlemmarna boende till så låg kostnad som möjligt samtidigt som fastighetens värde skall bibehållas. Det är dock en svår ekvation och många bostadsrättsföreningar har svårt att göra avvägningen hur mycket nuvarande medlemmar skall betala för fastighetsunderhåll som till övervägande del gagnar framtida medlemmar.

### Årsavgift
Det medlemmarna betalar till föreningen för sin nyttjanderätt, alltså medlemsavgiften eller årsavgiften, bestäms efter hur stora kostnader föreningen har för sin förvaltning och hur stora övriga intäkter bostadsrättsföreningen har från exempelvis uthyrning av lokaler. Många föreningar försöker planera avgiftsnivån genom att budgetera för framtida kostnader i en underhållsplan. Det är dock vanligt med större oplanerade avgiftsförändringar till följd av omvärldsfaktorer som ändrade marknadspriser på el och olja.
En särskilt stor faktor för förändringar av avgiftsnivån är marknadsräntan på kapital. Under senare hälften av 2000-talet har drygt 30 % av medlemsavgifterna i Sverige gått till att betala räntekostnader. Det gör att snabba ränteförändringar riskerar att påverka medlemmarnas avgifter till föreningen i hög grad, något som var aktuellt under finansoron 2008.
Genomsnittliga medlemsavgiften i Sverige har stigit från drygt 550 kronor till 590 kronor per kvadratmeter bostadsyta (BOA) mellan år 2005 och 2008.

### Avskrivningar
En tung post i bostadsrättsföreningarnas resultaträkning är avskrivningar på byggnadsvärdet. Fram t.o.m. 2013 har många föreningar tillämpat progressiv avskrivning, vilket innebar att avskrivningarna är lägre i början av föreningens existens och sedan ökar med tiden. Enligt ett ställningstagande av Bokföringsnämnden 2014 ska numera linjär avskrivning tillämpas. Det gör att många bostadsrättsföreningar kommer att gå med bokföringsmässig förlust. 
Det ska noteras att avskrivningen inte på något sätt påverkar föreningens likviditet. En högre avskrivning betyder därför inte nödvändigtvis att avgifterna måste höjas. Däremot kan en högre avskrivning medföra ett negativt ansamlat resultat, och därmed kan det se ut som att föreningens ekonomi är sämre än den i verkligheten är. En förening som under många år har tillämpat linjär avskrivning kan däremot upplevas ha väldigt god ekonomi, eftersom den reella kostnaden för avskrivning då sjunker i takt med inflationen (och vice versa om det råder deflation i landet).

### Skuldsättning
En bostadsrättsförening finansieras vanligtvis av en kombination av eget kapital i form av insatser från medlemmarna plus föreningens långfristiga skulder till hypoteksinstitut. Soliditeten i bostadsrättsföreningar i Sverige har i genomsnitt varit 40% under senare hälften av 2000-talet. Det är dock vanskligt att mäta soliditet i bostadsrättsföreningar eftersom fastigheterna sällan tas upp till marknadsvärde i balansräkningens anläggningstillgångar, framförallt gäller detta äldre bostadsrättsföreningar vars fastigheter har stigit kraftigt i värde sedan bildandet. I genomsnitt år 2007 var taxeringsvärdet två gånger större än de totala tillgångarna i balansräkningen. För bostadsrättsföreningar bildade efter 1993 var dock genomsnittet 80% av tillgångarna och för bostadsrättsföreningar bildade före 1935 hela 500%, det vill säga fem gånger större än bokfört värde. En bostadsrättsförenings långfristiga skuld är ofta en stor del av föreningens kostnader och påverkas inte av medlemmarnas försäljning av föreningens bostadsrätter i andra hand.

 Som ett resultat av föreningens önskan att hålla ner medlemsavgifterna så finns det därför oftast mycket begränsat finansiellt utrymme för att amortera av dessa lån. 

### Överlåtelse av bostadsrätt
Vid överlåtelse av bostadsrätt genom köp skall ett avtal upprättas skriftligen och skrivas under av säljaren och köparen. För att en överlåtelse skall vara giltig måste köparen beviljas medlemskap i föreningen, undantaget är exekutiv försäljning och tvångsförsäljning. Styrelsen har rätt att neka en köpare medlemskap i föreningen, men beslutet kan överprövas i Hyresnämnden. Den vanligaste orsaken till att medlemskap förnekas är för låg inkomst eller betalningsanmärkningar, men även andra skäl kan åberopas. Vad för villkor som får finnas i stadgarna som förutsättning för inträde i föreningen är numera reglerat i bostadsrättslagen. Vanligt är också att juridiska personer nekas medlemskap, då juridiska personer som medlemmar kan leda till att föreningen blir en oäkta bostadsrättsförening. Boendekostnaden för en ny köpare utgörs förutom av inköpskostnaden också av medlemsavgiften, ofta kallad månadsavgift, som förutom lägenhetens andel av föreningens drifts och underhållskostnader också innehåller lägenhetens del av kostnader för föreningens långfristiga lån. Se skuldsättning ovan.
I Sverige måste säljaren av en bostadsrätt betala reavinstskatt om den säljs med vinst, och kan på motsvarande sätt dra av en förlust. Vid beräkningen av reavinst tar man även hänsyn till förändringen av föreningens nettoskuld, som oftast består av att lånen har amorterats. Detta kallas för kapitaltillskott. En annan form av kapitaltillskott är när medlemmarna betalar in pengar till föreningen för att göra en extra amortering eller lösa ett lån. I båda fallen får den som säljer bostadsrätten räkna av kapitaltillskottet från försäljningssumman när reavinsten beräknas. Bostadsrättsföreningen rapporterar in uppgifter om överlåtelsen till Skatteverket och skickar en kontrolluppgift till säljaren.

### Värdering hos bostadsrättshavaren
Eventuell skillnad mellan "försäljningsbelopp" och det belopp som investerats vid anskaffandet av bostadsrätten ska innehavaren deklarera för taxering som realisationsvinst med vissa avdrag. Även kapitalvärdet på insatsen i bostadsrätten kan vara föremål för bedömning av förmögenhet hos innehavaren.

### Årsredovisning
Bostadsrättsföreningar i Sverige lyder under årsredovisningslagen och upprättar fullständig årsredovisning för varje räkenskapsperiod. Bostadsrättsföreningar har vanligtvis kalenderår som räkenskapsår, men 10 % har andra räkenskapsperioder och då företrädesvis sista juni eller sista augusti. Till skillnad från aktiebolag är bostadsrättsföreningar inte skyldiga att lämna in sina årsredovisningar till Bolagsverket, förutom de bostadsrättsföreningar som enligt årsredovisningslagen räknas som större företag. Bolagsverket får i dagsläget enbart in drygt 5 % av Sveriges alla årsredovisningar. Till följd av detta finns det i dag flera privata initiativ som samlar in årsredovisningar från bostadsrättsföreningar för att göra dessa tillgängliga på marknaden[källa behövs].
Årsredovisningar från bostadsrättsföreningar skall alltid innehålla en förvaltningsberättelse, resultat- och balansräkning samt tillhörande noter. Årsredovisningen skall undertecknas av styrelsen och godkännas på ordinarie årsstämma. Det är mycket vanligt förekommande att årsredovisningen innehåller detaljerad information om hur många medlemmar bostadsrättsföreningen har, lägenhetsfördelning, större genomförda och planerade reparationer samt en förteckning av bostadsrättsföreningens alla långfristiga lån. Mindre vanligt är att årsredovisningen innehåller kassaflödesanalys samt nyckeltal för att följa föreningens förvaltning över tiden.

## Bostadsrättsföreningar i Sverige
Den 10 maj 2012 fanns det över 31 000 registrerade bostadsrättsföreningar i Sverige. Ca 9 100 av dessa var registrerade utan att vara fastighetsägare, exempelvis för att genom så kallat hembud få möjlighet att lägga bud på den hyresfastighet medlemmarna bor i. Av föreningarna var ca 4 085 knutna till HSB och ca 1 950 till Riksbyggen. Den totala boarean i bostadsrättsföreningar uppgick till ca 70 696 035 m2.
| Län                  | Registrerade | Fastighetsägare |
| -------------------- | ------------ | --------------- |
| Blekinge län         | 185          | 184             |
| Dalarnas län         | 632          | 612             |
| Gotlands län         | 164          | 160             |
| Gävleborgs län       | 512          | 507             |
| Hallands län         | 344          | 335             |
| Jämtlands län        | 451          | 412             |
| Jönköpings län       | 666          | 662             |
| Kalmar län           | 303          | 299             |
| Kronobergs län       | 237          | 233             |
| Norrbottens län      | 366          | 364             |
| Skåne län            | 2962         | 2941            |
| Stockholms län       | 7623         | 7572            |
| Södermanlands län    | 681          | 673             |
| Uppsala län          | 955          | 939             |
| Värmlands län        | 516          | 510             |
| Västerbottens län    | 374          | 367             |
| Västernorrlands län  | 444          | 439             |
| Västmanlands län     | 596          | 589             |
| Västra Götalands län | 3007         | 2978            |
| Örebro län           | 427          | 422             |
| Östergötlands län    | 618          | 613             |

Antalsuppgifter i tabellen
I ovanstående antalsuppgifter är föreningar som är försatta i konkurs och föreningar i likvidation ej inräknade.

## Bostadsrättsföreningar och liknande arrangemang i Norden
Bostadsrätter finns i Sverige, Norge, Danmark och Finland. I resten av världen förekommer knappast en exakt motsvarigheten till bostadsrätt. Istället används snarare andelsägenhet, lik formen ägarlägenhet, alltså med lägre grad av gemenskap i förvaltningen.[källa behövs]
I Norge finns bostadsrättsföreningar som kallas borettslag (och bostadsaktiebolag, boligaksjeselskap, upprättade före 1960), i Danmark andelsboligforeninger. I Finland ägs lägenheter i allmänhet genom bostadsaktiebolag (fi. asunto-osakeyhtiö) med liknande förhållande som svensk bostadsrätt, men numera finns också en form av så kallade bostadsrättslägenheter (fi. asumisoikeusasunto) med bostadsrättsföreningar (fi. asumisoikeusyhdistys).
1 maj 2009 infördes i Sverige den så kallade ägarlägenhet, som kännetecknas av att en lägenhet ägs genom direkt och odelat ägande.

## Olika föreningars bostadshus

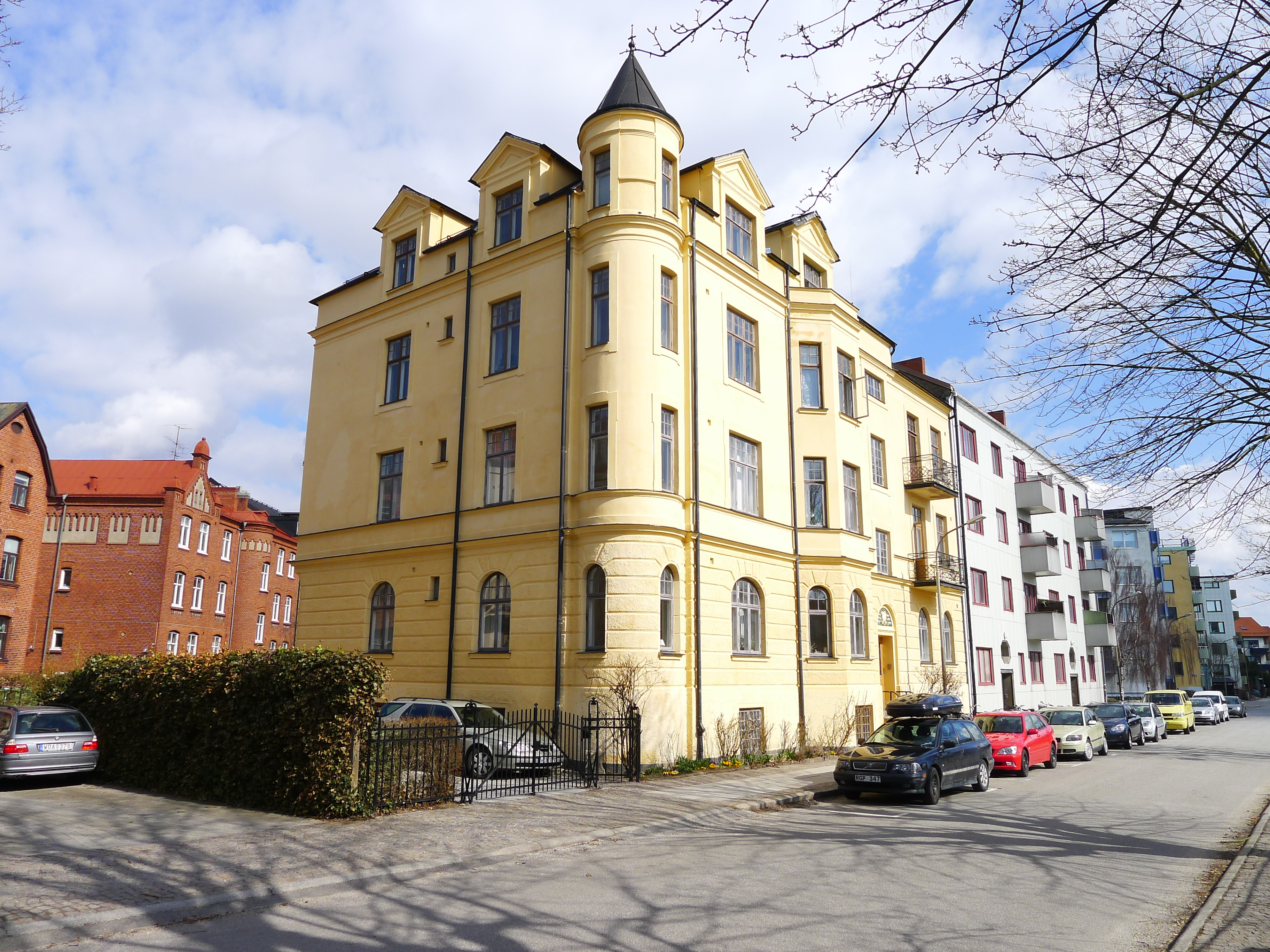
Beväringen 8 på Revingegatan 3 i Lund, ett hus byggt 1908 som sedan 2004 ägs av bostadsrättsföreningen Beväringen 8 som upplåter bostadsrättigheter åt sina medlemmar.
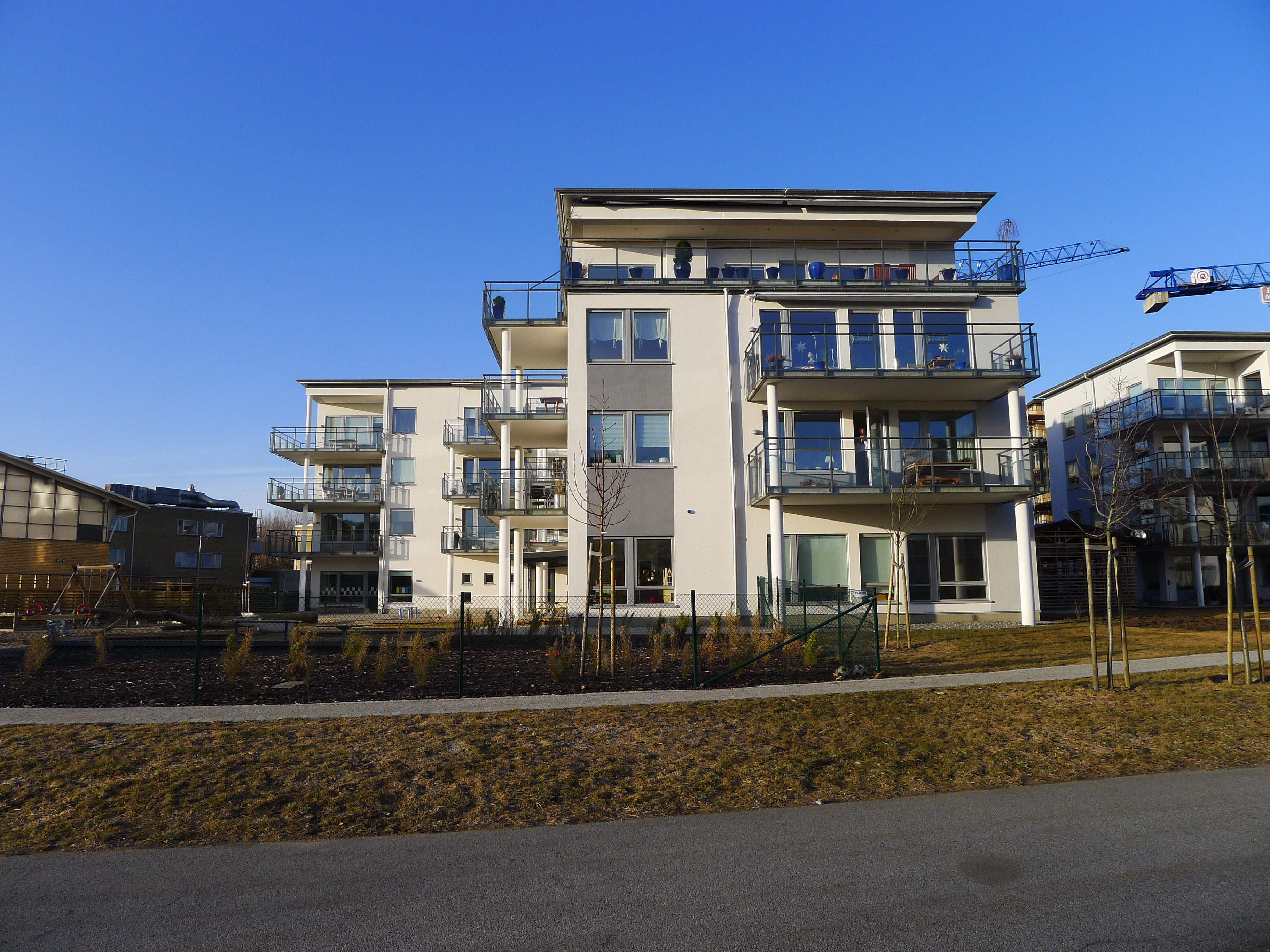
Måsen 20 på Grisslevägen i Lund, ett av flera hus på fastigheten byggda 2010 av JM. Idag ägs det av   bostadsrättsföreningen Vinkelhaken i Lund som upplåter bostadslägenheter med bostadsrätt till sina medlemmar.
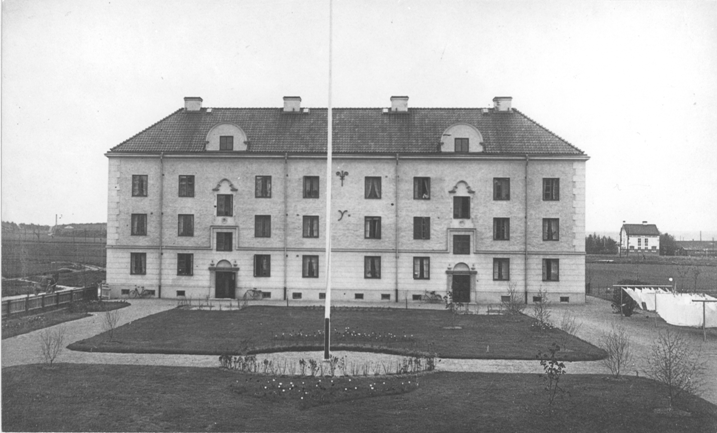
Ett bostadshus ägt av bostadsföreningen Ymer i Uppsala vilkas medlemmar hade en andel i fastigheten istället för bostadsrätt, innan ombildandet till bostadsrättsförening 1982.